# Ormos Pál
Ormos Pál (Szeged, 1951. október 14. –) Széchenyi-díjas biofizikus, biotechnológus, a fizikai tudományok doktora, a Magyar Tudományos Akadémia rendes tagja. Tudományos munkássága elsősorban a molekuláris szintű mechanizmusok fizikai módszerű vizsgálatára, valamint a nano-biotechnológia témakörére irányul. 2010-től 2017-ig az MTA Szegedi Biológiai Kutatóközpont főigazgatója.

## Életútja
1970-ben iratkozott be a szegedi József Attila Tudományegyetemre (JATE), ahol 1975-ben szerezte meg fizikusi oklevelét. Diplomavédését követően az MTA Szegedi Biológiai Kutatóközpont biofizikai intézetének munkatársa lett. 1978-tól tudományos munkatársi, 1985-től főmunkatársi címmel dolgozott az intézetben. Ezzel párhuzamosan 1983-ban megvédte a fizikai tudományok kandidátusa címet. 1985-től 1991-ig az Illinois Egyetemen oktatott vendégprofesszorként. Hazatérésekor, 1991-ben tudományos tanácsadói címmel folytatta a kutatómunkát a szegedi biofizikai intézetben, majd 1992-ben doktori fokozatot szerzett. 1994-től 2002-ig a biofizikai intézet igazgatói tisztét töltötte be, ezt követően kutatóprofesszorként dolgozott tovább anyaintézetében. 1998-ban címzetes egyetemi tanárrá habilitált a JATE-n, emellett a biológiai fizikai tanszék részfoglalkoztatású egyetemi tanára volt. 2010-ben az MTA Szegedi Biológiai Kutatóközpont főigazgatójává nevezték ki.

## Munkássága
A biofizikán belül főbb kutatási területe a biológiai molekulák, különösen a makromolekulák működésének vizsgálata fizikai módszerekkel. Behatóan foglalkozik a biológiai energiaátalakítás molekuláris mechanizmusával, a fehérjék dinamikájával, szerkezetük és működésük kapcsolatával, a bakteriorodopszin és a mioglobin abszorpciós spektrofotometriájával.
Tudományos tevékenységének másik hangsúlyos vonulata a nano-biotechnológia, ezen belül is az optikai mikromanipuláció. Közelebbről szegedi kutatócsoportjával közösen annak lehetőségeit tanulmányozza, miként alakítható a fényimpulzus  kontrolláltan mechanikai mozgássá. Nagy nemzetközi visszhangot keltett, amikor az ezredfordulón Galajda Péterrel közösen kidolgozták a lézeres megvilágításon alapuló, kétfotonos polimerizáció útján előállított, azaz „fénnyel hajtott” mechanikus mikroszerkezetek (pl. optikai csipesz) működési elvét.
Mintegy száz tudományos közlemény szerzője, társszerzője. Tagja a Fizikai Szemle és a Journal of Chemical Physics szerkesztőbizottságának.[forrás?]

### Társasági tagságai és elismerései
Tudományos eredményei elismeréseként 1998-ban a Magyar Tudományos Akadémia levelező, 2004-ben rendes tagjává választották. Több éven keresztül volt az MTA biofizikai bizottságának társelnöke, illetve tagja az atom- és molekulafizikai, valamint a lézerfizikai bizottságnak. 1999-től a Nemzetközi Elméleti és Alkalmazott Fizikai Egyesület (IUPAP) biofizikai bizottságának titkári teendőit látta el, 2000-től 2007-ig a Magyar Biofizikai Társaság elnöke, azóta tiszteletbeli elnöke. A felsoroltak mellett tagja az MTA Szegedi Területi Bizottságának, az Eötvös Loránd Fizikai Társulatnak, valamint az Amerikai Fizikai Társaságnak (2010).
A biofizika terén elért tudományos eredményeiért 1991-ben a Straub-emlékérem díjazottja volt. 1998-ban Széchenyi professzori ösztöndíjban részesült, 2002-ben pedig az általuk kidolgozott optikai mikroszerkezetekért Galajda Péterrel közösen megosztott Széchenyi-díjat vehettek át. 2011-ben a Pro Urbe Szeged díjjal, 2016-ban Jedlik Ányos-díjjal tüntették ki.